# Cot Gue
Cot Gue är en kulle i Indonesien.   Den ligger i provinsen Aceh, i den västra delen av landet, 1 800 km nordväst om huvudstaden Jakarta. Toppen på Cot Gue är 243 meter över havet.
Terrängen runt Cot Gue är kuperad åt nordost, men åt sydväst är den platt.Runt Cot Gue är det glesbefolkat, med 14 invånare per kvadratkilometer. I omgivningarna runt Cot Gue växer i huvudsak städsegrön lövskog.